# Terry (Misisipi)
Terry es un pueblo del Condado de Hinds, Misisipi, Estados Unidos. Según el censo de 2000 tenía una población de 664 habitantes y una densidad de población de 111.0 hab/km².

## Demografía
Según el censo de 2000, había 664 personas, 263 hogares y 181 familias residiendo en la localidad. La densidad de población era de 111,0 hab./km². Había 288 viviendas con una densidad media de 48,1 viviendas/km². El 48,80% de los habitantes eran blancos, el 50,45% afroamericanos y el 0,75% pertenecía a dos o más razas. El 0,30% de la población eran hispanos o latinos de cualquier raza.
Según el censo, de los 263 hogares en el 35,4% había menores de 18 años, el 49,4% pertenecía a parejas casadas, el 15,6% tenía a una mujer como cabeza de familia y el 30,8% no eran familias. El 26,6% de los hogares estaba compuesto por un único individuo y el 12,9% pertenecía a alguien mayor de 65 años viviendo solo. El tamaño promedio de los hogares era de 2,52 personas y el de las familias de 3,10.
La población estaba distribuida en un 27,7% de habitantes menores de 18 años, un 7,8% entre 18 y 24 años, un 28,8% de 25 a 44, un 20,6% de 45 a 64 y un 15,1% de 65 años o mayores. La media de edad era 37 años. Por cada 100 mujeres había 88,1 hombres. Por cada 100 mujeres de 18 años o más, había 84,6 hombres.
Los ingresos medios por hogar en la localidad eran de 30.192 dólares ($) y los ingresos medios por familia eran 35.875 $. Los hombres tenían unos ingresos medios de 25.781 $ frente a los 24.167 $ para las mujeres. La renta per cápita para la ciudad era de 19.011 $. El 16,2% de la población y el 17,0% de las familias estaban por debajo del umbral de pobreza. El 19,6% de los menores de 18 años y el 18,5% de los habitantes de 65 años o más vivían por debajo del umbral de pobreza.

## Geografía
Según la Oficina del Censo de los Estados Unidos, la localidad tiene un área total de 6,0 km², todos ellos correspondientes a tierra firme.